# Схіплейден
Схіплейден (нід. Schipluiden) — село в нідерландській провінції Південна Голландія. Входить до муніципалітету Мідден-Делфланд.
Раніше мало статус окремого муніципалітету.

## Галерея

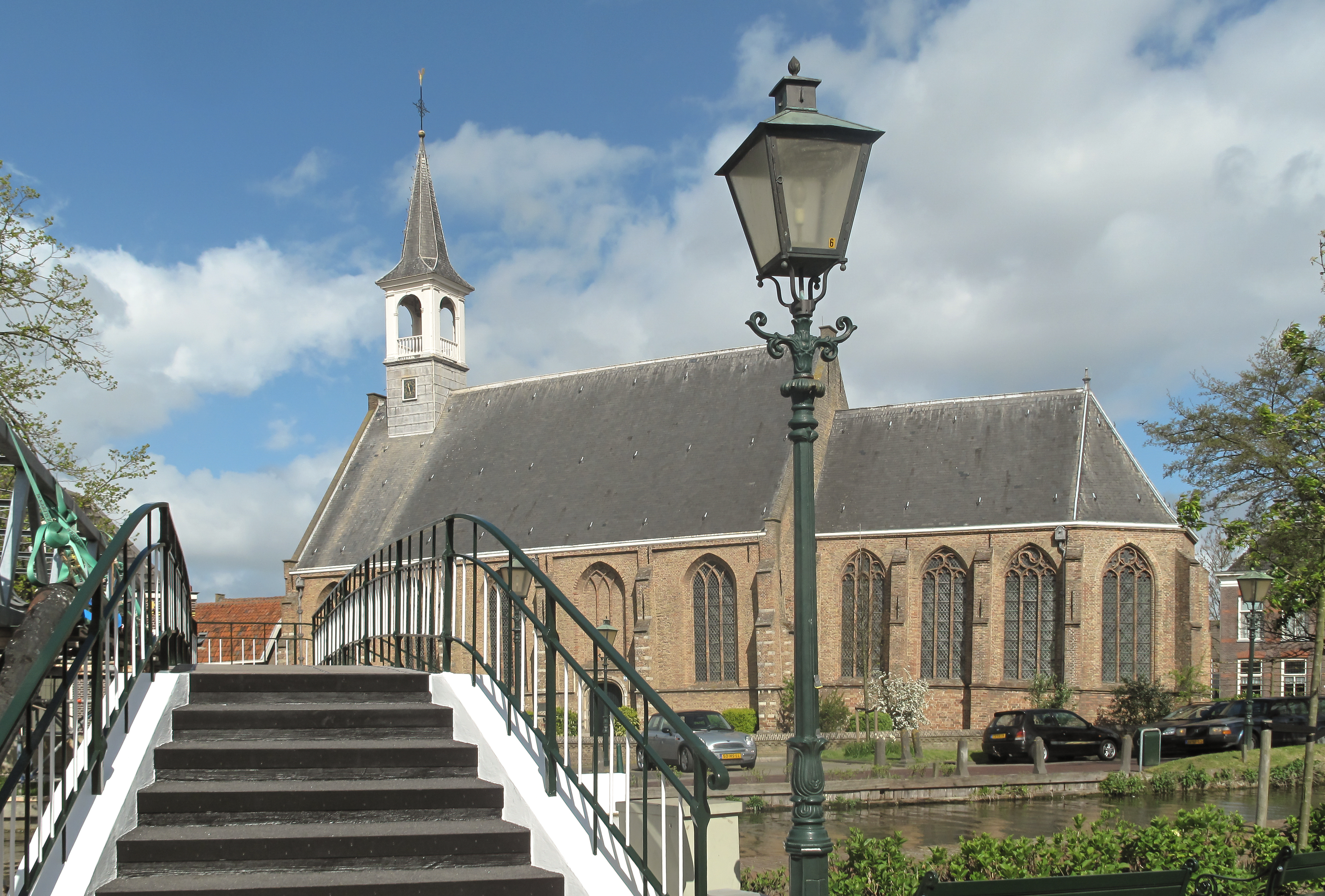
Реформистська церква
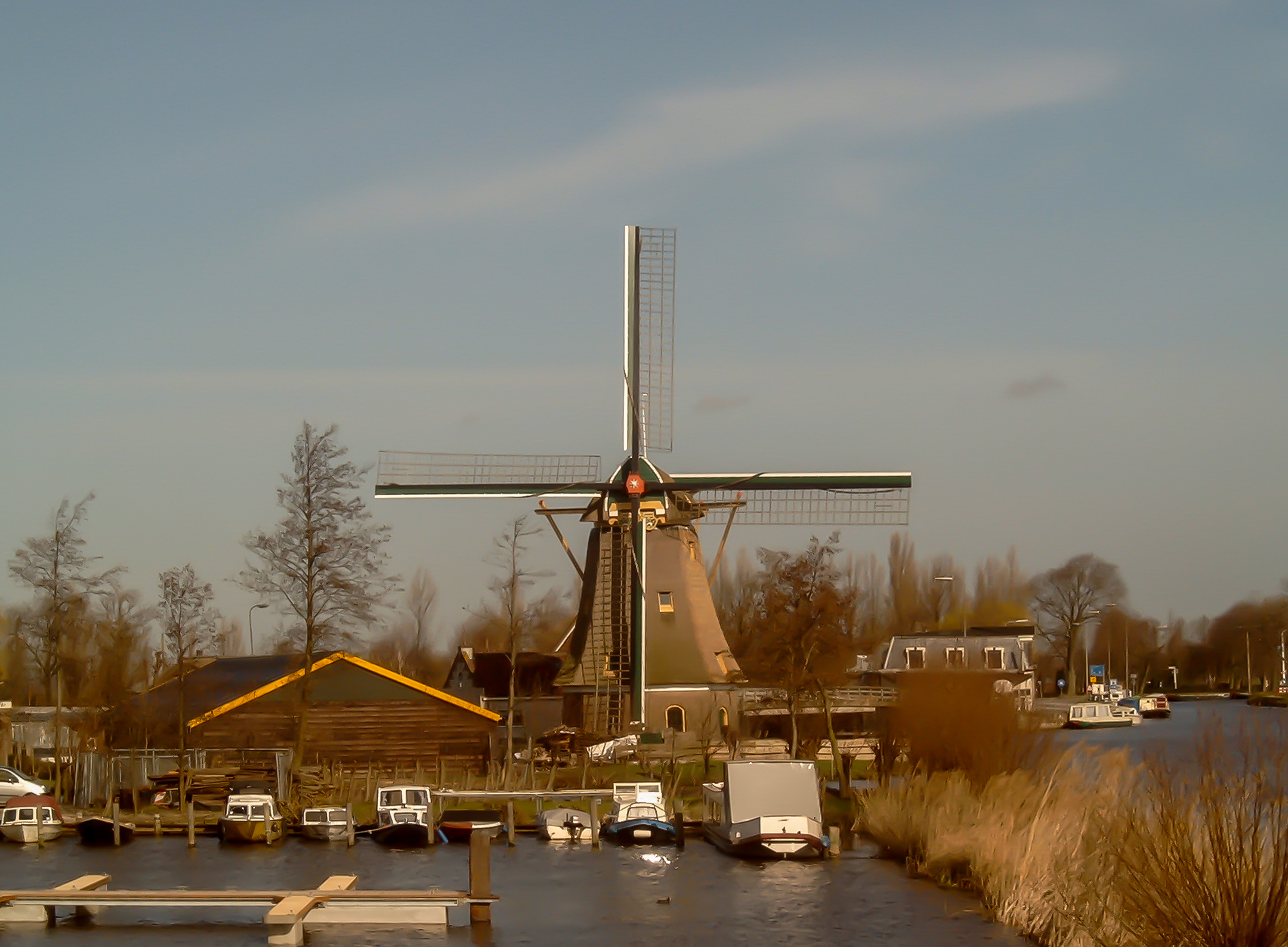
Вітряк de Korpershoek
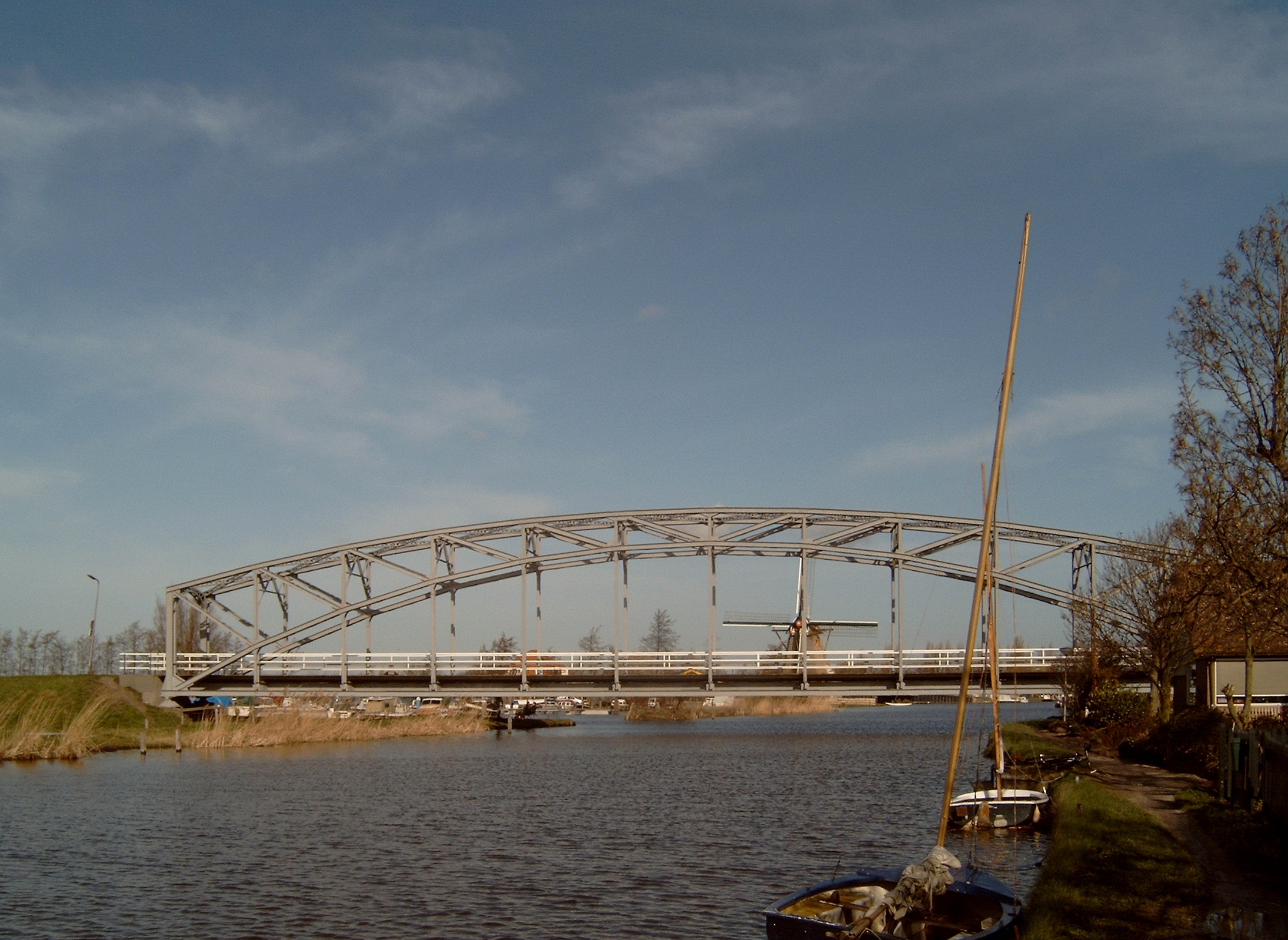
Міст у селі